# 朱清耀
朱清耀，山西人，是一名清朝政治人物。
朱清耀曾于1833年接替孙炳垣任南汇县知县一职，1835年由孙炳垣接任。